# واترویل (مین)
واترویل (به انگلیسی: Waterville) شهری در ایالت مین کشور ایالات متحده آمریکا است که جمعیت آن در سرشماری سال ۲۰۱۰ میلادی، ۱۵٬۷۲۲ نفر بوده‌است.

## نگارخانه

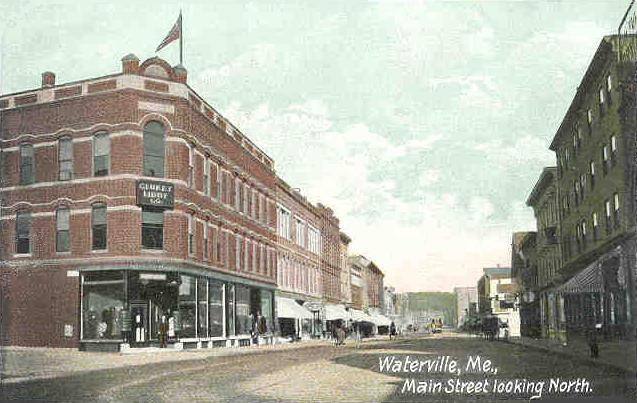
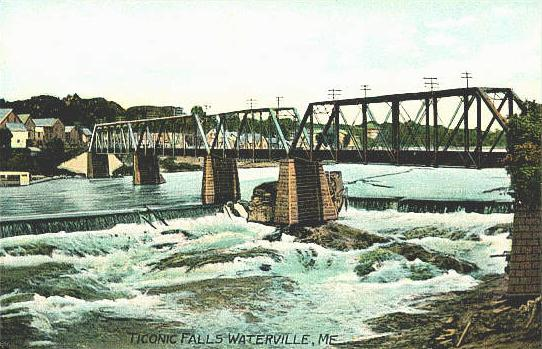
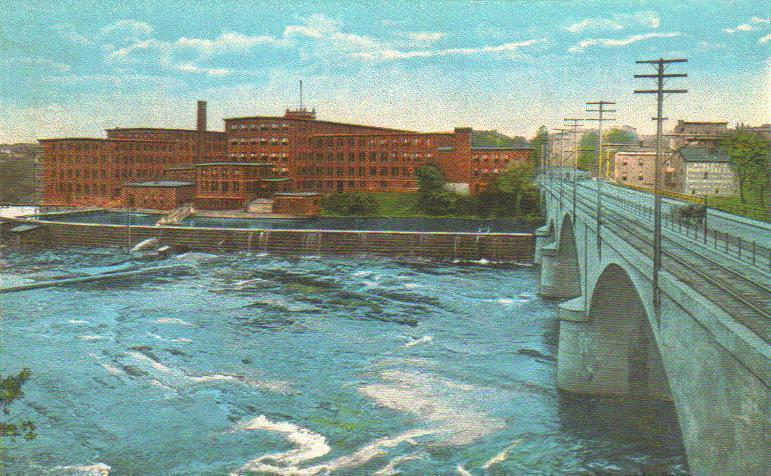
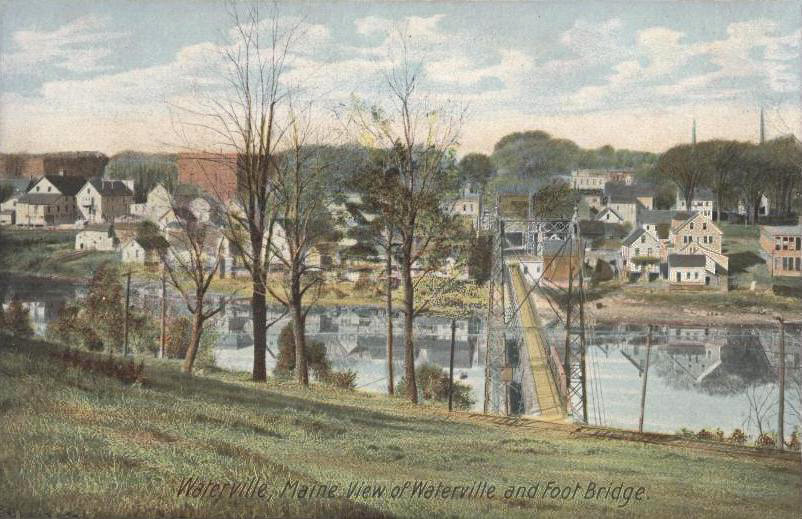